# Ролетт (округ)
Округ Ролетт (англ. Rolette County) располагается в штате Северная Дакота, США. Официально образован в 1873 году. По состоянию на 2013 год, численность населения составляла 14 582 человека.

## География
По данным Бюро переписи США, общая площадь округа равняется 2 432,012 км², из которых 2 336,182 км² — суша, и 37 км², или 3,93 % — это водоёмы.
Города округа
- Дансит (797 жителей в 2015 году)

## Население
По данным переписи населения 2000 года в округе проживает 13 674 жителя в составе 4556 домашних хозяйств и 3366 семей. Плотность населения составляет 6,00 человек на км2. На территории округа насчитывается 5027 жилых строений, при плотности застройки около 2,00-х строений на км2. Расовый состав населения: белые — 25,12 %, афроамериканцы — 0,07 %, коренные американцы (индейцы) — 73,01 %, азиаты — 0,07 %, гавайцы — 0,00 %, представители других рас — 0,12 %, представители двух или более рас — 1,61 %. Испаноязычные составляли 0,80 % населения независимо от расы.
В составе 43,80 % из общего числа домашних хозяйств проживают дети в возрасте до 18 лет, 44,00 % домашних хозяйств представляют собой супружеские пары, проживающие вместе, 22,70 % домашних хозяйств представляют собой одиноких женщин без супруга, 26,10 % домашних хозяйств не имеют отношения к семьям, 22,60 % домашних хозяйств состоят из одного человека, 9,50 % домашних хозяйств состоят из престарелых (65 лет и старше), проживающих в одиночестве. Средний размер домашнего хозяйства составляет 2,97 человека, и средний размер семьи 3,45 человека.
Возрастной состав округа: 36,50 % — моложе 18 лет, 9,50 % — от 18 до 24, 25,80 % — от 25 до 44, 18,50 % — от 45 до 64, и 18,50 % — от 65 и старше. Средний возраст жителя округа — 29 лет. На каждые 100 женщин приходится 97,20 мужчин. На каждые 100 женщин старше 18 лет приходится 91,90 мужчин.
Средний доход на домохозяйство в округе составлял 26 232 USD, на семью — 29 744 USD. Среднестатистический заработок мужчины был 24 288 USD против 20 383 USD для женщины. Доход на душу населения составлял 10 873 USD. Около 28,00 % семей и 31,00 % общего населения находились ниже черты бедности, в том числе — 39,20 % молодежи (тех, кому ещё не исполнилось 18 лет) и 19,60 % тех, кому было уже больше 65 лет.